# إيه سي ميلان موسم 2007–08
خلال موسم 2007–08، لعب نادي ميلان لكرة القدم موسمه الـ74 في الدوري الإيطالي منذ تأسيس النادي. تنافس ميلان في الدوري الإيطالي ، واحتل المركز الخامس وفشل في التأهل لدوري أبطال أوروبا في الموسم التالي لأول مرة منذ 2001–02، وكذلك في كأس إيطاليا ودوري أبطال أوروبا، وخرج من دور الستة عشر في كلتا المسابقتين. باعتباره الفائز بدوري أبطال أوروبا 2006–07، تنافس إيه سي ميلان في كأس السوبر الأوروبي وكأس العالم للأندية، وفاز بكلتا المسابقتين.